# Похмелье

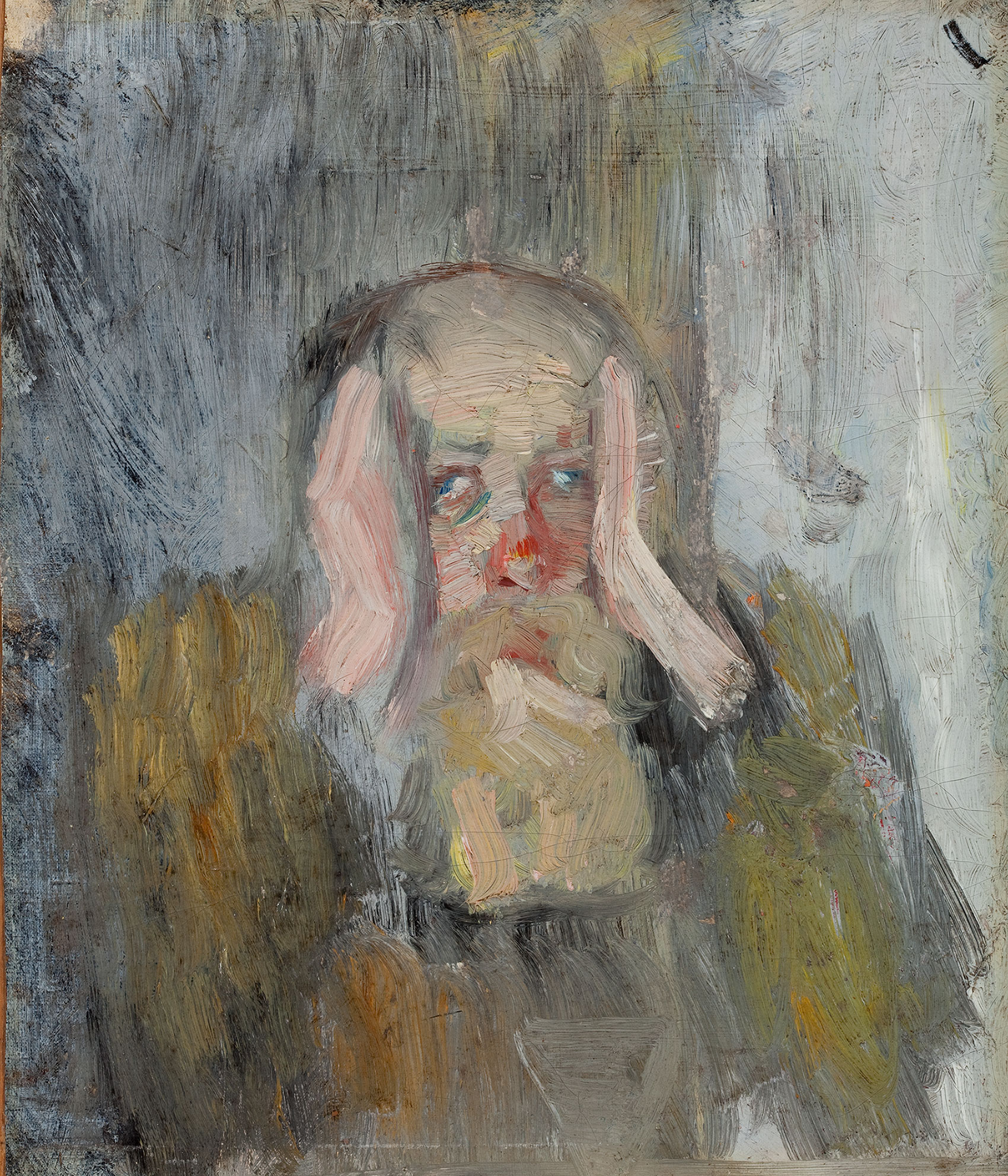
Кристиан Крог. Наутро, автопортрет (1883).

Похме́лье — постинтоксикационное состояние вследствие злоупотребления алкогольными напитками, сопровождающееся неприятными психологическими и физиологическими эффектами, такими как головная боль, раздражительность, сухость во рту, потливость, тошнота.
В русскоязычной литературе алкогольный абстинентный синдром иногда называется «синдромом похмелья» или «похмельным синдромом».

## Этиология
Причины похмелья точно не известны. Симптомы проявляются при нулевой концентрации этанола в крови. Среди главных причин похмелья называют:
- прямое воздействие этанола;
- метаболизм этанола;
- действие конгенеров;
- генетические факторы.

Этанол вызывает повышенное образование мочи (повышенный диурез), что приводит к возникновению головных болей, сухости во рту и ощущению усталости, прострации, обезвоживанию.
Другой фактор, содействующий похмелью, — это образование продуктов окисления этанола в печени:
Этанол → Ацетальдегид → Уксусная кислота
В печени происходит промежуточное превращение (окисление) этилового спирта в ацетальдегид с помощью фермента алкогольдегидрогеназы, а затем идет превращение ацетальдегида в уксусную кислоту с помощью фермента ацетальдегиддегидрогеназы. При избытке алкоголя в крови ферментные системы не справляются с полным превращением ацетальдегида в уксусную кислоту, в результате он накапливается в организме. Ацетальдегид (этаналь) значительно токсичнее самого этанола. Кроме того, алкоголь вызывает образование фермента CYP2E1, который сам может образовывать токсины и свободные радикалы.
Для упомянутых выше двух реакций окисления этанола также требуется превращение NAD+ (никотинамидадениндинуклеоти́да) в NADH (восстановленную форму NAD+). При избытке NADH снижается активность ферментов цикла трикарбоновых кислот (синтетазы цитрата, изоцитратдегидрогеназы и комплекса оксоглутаратдегидрогеназы) ввиду дефицита окисленной формы кофермента NAD+. Начинает накапливаться пируват (конечный продукт гликолиза) и избыток NADH заставляет лактатдегидрогеназу синтезировать лактат из пирувата, чтобы восполнить NAD+ и поддержать жизнь. Таким образом, пируват изымается из других процессов, таких как глюконеогенез, что лишает печень возможности компенсировать падение уровня глюкозы, особенно в мозге. Так как глюкоза — это главный источник энергии для мозга, то возникающий недостаток глюкозы (гипогликемия) способствует таким симптомам похмелья, как усталость, слабость, нарушение настроения, пониженное внимание и концентрация.
Также считается, что присутствие других веществ (таких, как сивушные масла), появляющихся вместе с этиловым спиртом в процессе брожения, значительно усиливает многие симптомы похмелья. В крепкие спиртные напитки также добавляют цинк и другие металлы для подслащивания напитка. Эти факты объясняют относительную мягкость похмелья при употреблении ректификованного спирта, например, водки. В исследовании 2009 года были получены свидетельства о том, что крепкие напитки более тёмной окраски, такие как бурбон, вызывают более тяжёлое похмелье, чем светлые. Содержание танина в напитке также имеет значение. Сахар также усугубляет эффект, поэтому за сладкими коктейлями установилась репутация напитков, приводящих к тяжёлому похмелью. Тёмное пиво или крепкий стаут приводят к более сильному похмелью, чем аналогичное по объёму количество растворённого в воде алкоголя. Виски, текила приводят к более тяжёлому похмелью, чем водка, при употреблении в равных (в пересчёте на чистый этанол) количествах. Причина в том, что сивушные масла и другие сопутствующие вещества не удаляются из этих напитков для формирования вкуса и аромата.
Также отмечается, что наряду с потерей жидкости с мочой человек при похмельном синдроме страдает от отёков, то есть накопления излишней жидкости в тканях. Таким образом можно уточнить, что при похмелье человек испытывает не обезвоживание, а гиповолемию: нехватку жидкости в сосудах или патологическое перераспределение жидкости.
Тошнота при похмелье вызывается ацидозом: изменением кислотно-щелочного баланса организма в кислую сторону. Это обуславливается тем, что продукты переработки алкоголя преимущественно кислые.
Значительно усилить симптомы похмелья может сопутствующее отравление сивушными маслами и другими побочными продуктами перегонки спирта, часто имеющимися в составе самодельных (самогон, брага), а также фальсифицированных из неочищенного технического спирта, дешёвых и низкокачественных спиртных напитков.
В 2009 году в Брауновском университете (США, штат Род-Айленд) было проведено тестирование на почти 100 добровольцах, которые пили водку, бурбон, американский кукурузный виски и плацебо - заменитель виски. Результаты показали, что добровольцы, пившие тёмные напитки, испытывали значительно более тяжёлые симптомы похмелья, чем те, кто пил водку. Руководитель проекта Дамарис Джей Розенау указывает на то, что более тяжёлое похмелье вызвали примеси, содержащиеся в этих напитках: в бурбоне их, например, в 37 раз больше, чем в водке.
Отравление никотином также может усиливать тяжесть похмелья; под влиянием алкоголя курильщики курят чаще обычного (а также порой закуривают те, кто не курит в трезвом состоянии).
Большинство людей восточно-азиатского происхождения обладает мутацией в гене, отвечающем за производство алкогольдегидрогеназы, которая заставляет данный фермент невероятно интенсивно превращать этанол в ацетальдегид. Кроме того, у половины таких людей снижена способность превращать ацетальдегид в уксусную кислоту. Таким образом, после принятия алкоголя ацетальдегид накапливается в организме, что вызывает эффект «алкогольного румянца» с последующим тяжелейшим похмельем. По этой причине среди таких людей меньше алкоголиков.
Часто утверждается, что похмелье становится тяжелее с возрастом; это явление обычно связывают с ухудшением снабжения организма алкогольдегидрогеназой — ферментом, участвующим в метаболизме алкоголя.

## Лечение
Для снятия симптомов похмелья часто применяют безрецептурные лекарственные препараты от головной боли, такие как аспирин или анальгин. 
В продаже присутствует целый ряд средств, позиционируемых как специфические лекарства от похмелья, но большинство из них представляет собой различные комбинации из ацетилсалициловой кислоты, аскорбиновой кислоты и янтарной кислоты, дополненные различными добавками, например, кофеином. Применяют энтеросорбенты.
Также, в силу того, что этанол вызывает уменьшение содержание глюкозы и ионов магния в организме, потребление пищевых продуктов, содержащих данные жизненно необходимые элементы, может снизить симптомы похмелья.

## Похмелье в литературе
Если бы в следующее утро Стёпе Лиходееву сказали бы так: «Стёпа! Тебя расстреляют, если ты сию минуту не встанешь!» — Стёпа ответил бы томным, чуть слышным голосом: «Расстреливайте, делайте со мною, что хотите, но я не встану».
Не то что встать, — ему казалось, что он не может открыть глаз, потому что, если он только это сделает, сверкнет молния и голову его тут же разнесёт на куски. В этой голове гудел тяжёлый колокол, между глазными яблоками и закрытыми веками проплывали коричневые пятна с огненно-зелёным ободком, и в довершение всего тошнило, причем казалось, что тошнота эта связана со звуками какого-то назойливого патефона.
— Михаил Булгаков. «Мастер и Маргарита»

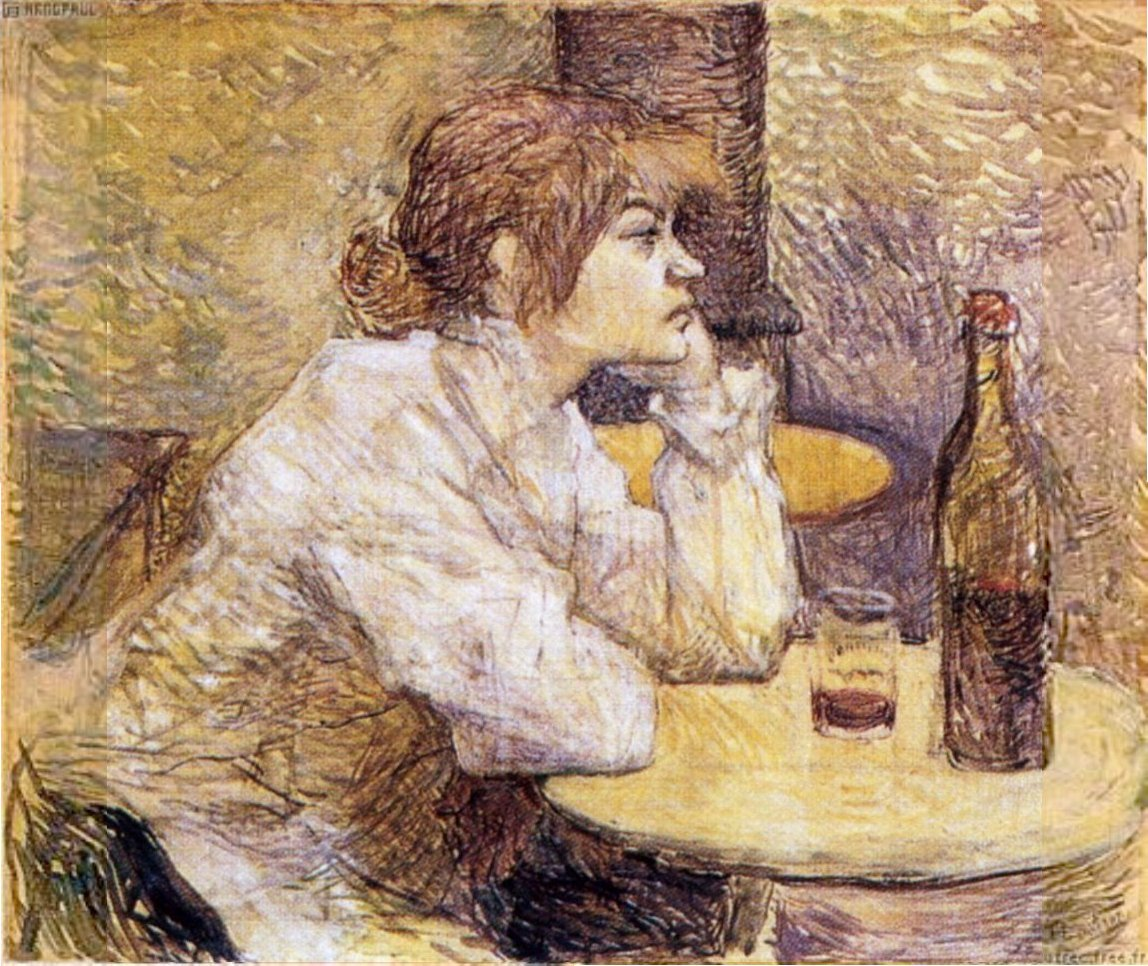
Похмелье, портрет Сюзанны Валадон кисти Анри де Тулуз-Лотрека

Также герои книг Чарльза Буковски буквально хронически страдают похмельем. Это является основным состоянием главного лирического героя писателя Генри Чинаски на протяжении всех романов.

## В культуре
В 2019 году в Загребе (Хорватия) открылся первый в мире Музей похмелья. В музее представлены предметы, которые люди находили у себя наутро после пьянства. На конец 2019 года экспозиция включала в себя истории 25 похмельных состояний. Посетители могут примерить очки, симулирующие состояние опьянения, а также поделиться собственными историями.